# Хонконг (остров)
Остров Хонконг (на китайски: 香港 島; в превод: „островна страна“) е островът, където е основана колонията Хонг Конг в града Виктория. Островът е исторически, политически и икономически център на Хонг Конг и има 1,3 милиона души – едно от най-гъсто населените места в света по отношение на гъстотата на населението (19 000 души на квадратен километър). Общата площ на острова е около 80 квадратни километра, Целият Конг. Той граничи на север с пристанище Виктория, което го отделя от полуостров Коулун и новите територии.
Центърът на острова е планина, а покрай бреговете – тясна равнина. Изкуствени тунели са изкопани под планината за да се свържат различните плажове и островът до Коулун. Остров Хонг Конг бил известен като „изоставена скала“ и бил необитаван, докато на 20 януари 1841 г. е превзет от капитан Чарлз Елиът от Кралския флот. Островът е прехвърлен в Обединеното кралство по договора от Нанкин от 1842 г.